# Nagai Nagayoshi

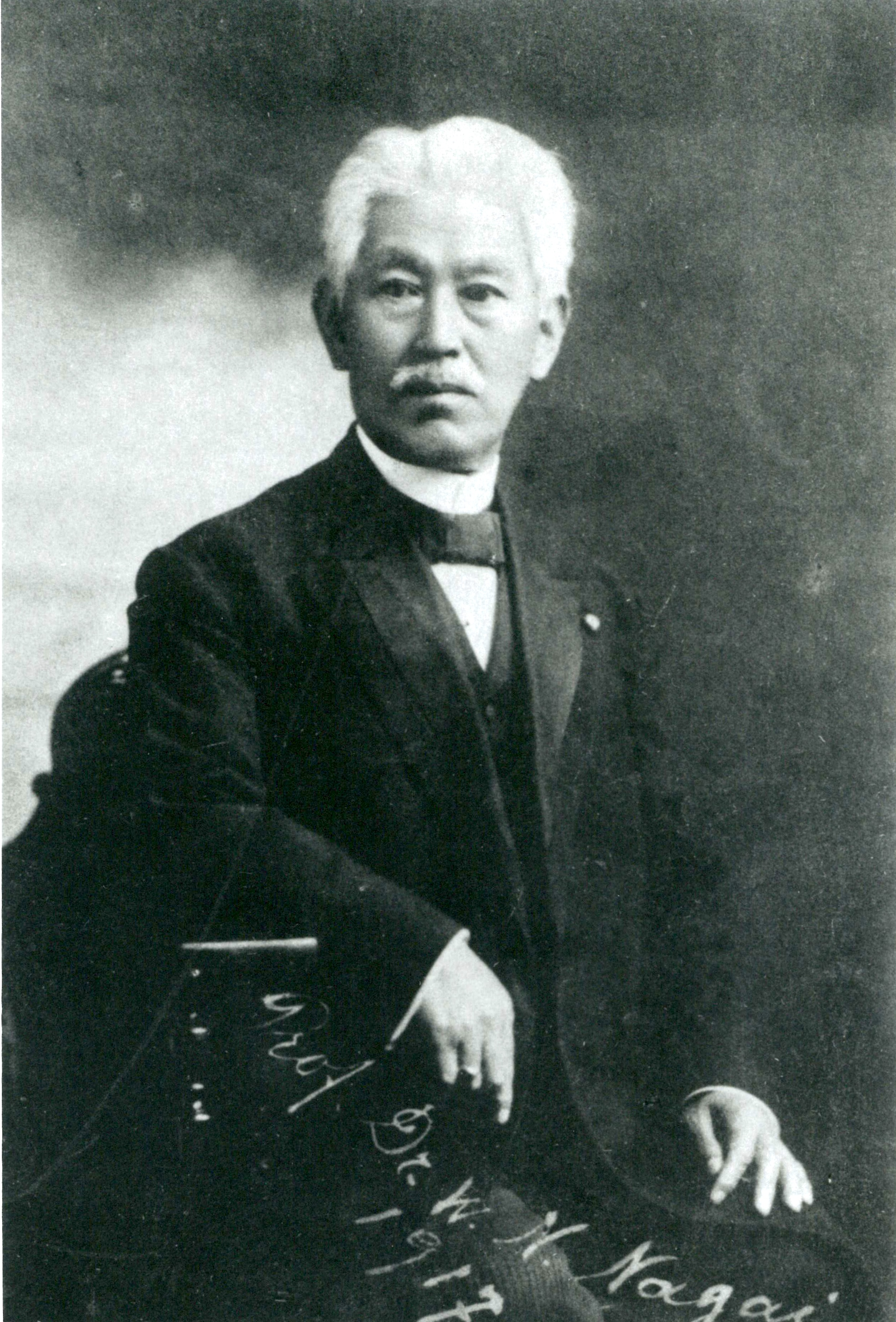
Nagai Nagayoshi

Nagai Nagayoshi (japanisch: 長井 長義; * 8. August 1844 im Landkreis Myōdō, Provinz Awa; † 10. Februar 1929 in Tokio, Japan) war ein japanischer organischer Chemiker und Pharmakologe. Am bekanntesten wurden seine Studien über Ephedrin.

## Frühes Leben
Nagai wurde im Landkreis Myōdō der Provinz Awa (heute Präfektur Tokushima) als Sohn eines Arztes geboren und begann 1864 ein Studium der rangaku-Medizin (westliche Medizin) an der niederländischen medizinischen Schule in Nagasaki (医学伝習所, Igaku Denshūsho; Vorläufer der medizinischen Fakultät der Universität Nagasaki). Während seines Aufenthalts in Nagasaki macht er Bekanntschaft mit Ōkubo Toshimichi, Itō Hirobumi und anderen zukünftigen Führungspersönlichkeiten der Regierung in Meiji.

## Karriere

### Auslandsaufenthalte
Nagai führte seine Studien an der Universität Tokio fort und erhielt den ersten Doktortitel der Pharmazie in Japan. Er wurde mit finanzieller Unterstützung der Regierung 1871 nach Preußen zum Studium an der Universität Berlin geschickt. Er war der einzige Zivilist in einer Gruppe militärischer Studenten, der für seine Studien nach Großbritannien und Frankreich geschickt wurde. Darüber hinaus reiste er in die USA. In seiner Zeit in Berlin wohnte er im Hause des japanischen Diplomaten Aoki Shūzō. Er wurde maßgeblich durch die Lehren von August Wilhelm von Hofmann beeinflusst und erhielt eine Doktorwürde mit einer Arbeit über Eugenol als Assistent im Labor von Hofmanns. Er entschied sich 1873, Arbeiten in der Organischen Chemie aufzunehmen.

### Forschung und Wirken in Japan
Nagai kehrte 1883 nach Japan zurück, um eine Position an der Universität Tokio anzunehmen, und wurde dort 1893 Professor für Chemie und Pharmazie. Seine Forschungen konzentrierten sich auf die chemische Analyse verschiedener Methoden traditioneller japanischer und chinesischer Pflanzenheilkunde.

### Familie
Während seiner Zeit in Deutschland heiratete Nagai Therese Schumacher, die Tochter eines reichen Holz- und Minen-Magnaten. Bei ihrer gemeinsamen Rückkehr nach Japan erhielt sie eine Professur der deutschen Sprache an der Japanischen Frauenuniversität. Dort war sie vor allem darum bemüht, die deutsche Küche und Kultur in Japan zu verbreiten. 1923 nahmen Nagai und seine Frau Albert Einstein und seine Frau bei sich auf, als sich diese in Japan aufhielten. Nagais Sohn Alexander Nagai diente als Diplomat in der japanischen Botschaft in Berlin bis zum Ende des Zweiten Weltkriegs.

### Berufliche Erfolge
Als erster Präsident der Pharmaceutical Society of Japan (engl. für Nihon Yakugakukai, „japanische pharmazeutische Gesellschaft“) hatte Nagai einen wesentlichen Einfluss auf die Verbreitung der Chemie und pharmazeutischen Wissenschaften während der japanischen Industrialisierung. 1885 gelang ihm die erstmalige Isolation von Ephedrin aus der Meerträubel, indem er den Stoff als die aktive Komponente der Pflanze identifizierte. 1893 synthetisierte er Methamphetamin aus Ephedrin, das später 1919 in kristalliner Form durch Ogata Akira synthetisiert werden konnte. 1902 isolierte er Rotenon aus der Tubawurzel, 1929 gelang die Synthese und strukturelle Aufklärung von Ephedrin.